# مجموعة التنمية الاقتصادية العراقية
مجموعة التنمية الاقتصادية العراقية (يُشار إليها غالبًا باسم IEDG) هي شركة خاصة محدودة غير سياسية، تأسست في المملكة المتحدة، تُسهّل الخدمات المالية في بريطانيا. يقع مقرها الرئيسي في برادفورد، غرب يوركشاير.

## نبذة
تأسست مجموعة التنمية الاقتصادية العراقية في عام 2007 بموجب سجل الشركات على يد ستيفن لي نيلي ( الرئيس التنفيذي )، وهو مقدم أمريكي سابق، لتشجيع الشركات الغربية على رؤية العراق الذي مزقته الحرب كفرصة استثمارية رئيسية بدلاً من اعتباره عبئًا. يقع مكتب برادفورد في مركز جامبشن، وهو المركز الاستراتيجي للشركة ومركز الأبحاث أيضًا. بدأت الشركة عملياتها التجارية رسميًا في 7 أبريل 2008 في برادفورد بأربعة موظفين بمن فيهم الرئيس التنفيذي نفسه.
تُعد المجموعة امتداد لمجموعة التنمية الاقتصادية و الاستثمار العراقية (IEDIG)، ومقرها العراق. وقد تم توسيع نطاق عمل IEDG إلى المملكة المتحدة لضمان إدارة جميع عملياتها وفقًا للقانون البريطاني بشفافية تامة، بعيدًا عن الأجواء السياسية العراقية. ومن مصلحة الشركة الأساسية الحد من الفساد، إن لم يكن القضاء عليه تمامًا، والمحاسبة على جميع الإجراءات والمعاملات المتخذة.
تضُم المجموعة الآن هيئة تدريسية للتسويق، وهيئة تدريسية للاقتصاد، وقسمًا للتمويل، تعمل جميعها بشكل تعاوني على إجراء أبحاث حول جميع المسائل المتعلقة بعد حرب العراق.

## المهمة
تتمثل مهمة الشركة في المقام الأول في التنمية الاقتصادية ودعم جهود إعادة الإعمار في العراق.